# Eduard Steinbrück
Eduard Steinbrück   (Magdeburg, 2 de maig de 1802 - Lądek-Zdrój, 3 de febrer de 1882) va ser un pintor i gravador alemany; associat a l'escola de Düsseldorf.

## Biografia

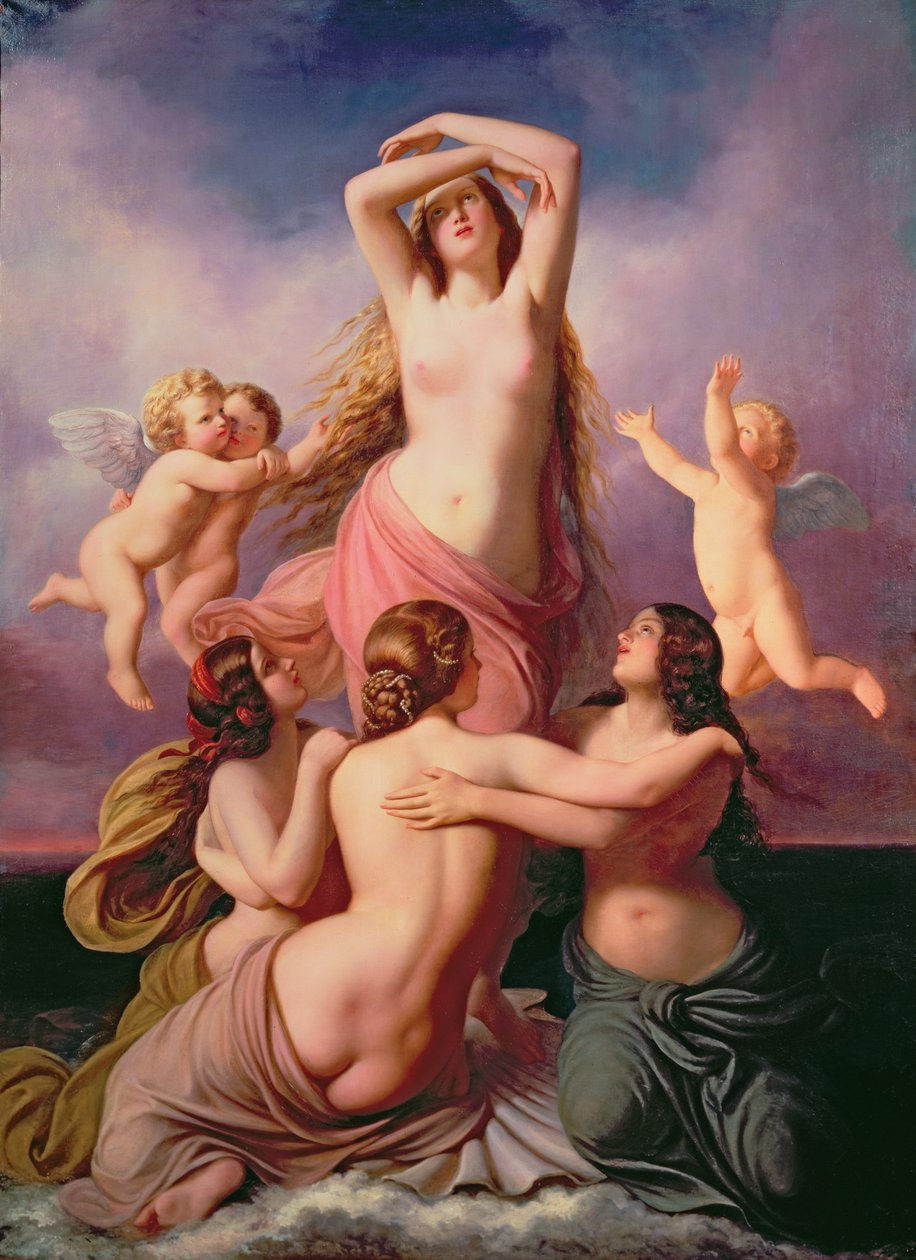
El naixement de Venus

El seu pare era un comerciant de Tangermünde i, el 1817, va ser aprenent d'un home de negocis a Bremen. Finalment, va decidir seguir les seves pròpies inclinacions i fer-se pintor, així que, el 1822, va marxar a Berlín, on va treballar als estudis de Wilhelm Wach. Va produir les seves primeres pintures independents, sobre temes religiosos, el 1825.
El 1829 es va traslladar a Düsseldorf, on es va barrejar amb els artistes locals. Després va anar a Roma, on es va unir a la comunitat artística alemanya, i es va quedar fins al 1830. En tornar a Alemanya, es va casar amb Amalia Martens i es va establir a Berlín. El 1833, va sentir la necessitat de millorar la seva obra i va tornar a Düsseldorf, on va estudiar amb Friedrich Wilhelm von Schadow a la Kunstakadmie. Durant la seva estada allà, va enviar les seves obres a exposicions a Berlín. Després d'una venda important al marxant d'art, Johann Gottfried Böker, que tenia una galeria a la ciutat de Nova York, va centrar gran part de la seva atenció en el mercat de l'art als Estats Units. El 1846 Amalia va emmalaltir greument i van tornar a Berlín per estar amb la seva família. Va morir l'any següent, deixant-lo amb tres fills i una filla.
A Berlín, el rei Frederic Guillem IV li va donar nombrosos encàrrecs d'obres en edificis públics i esglésies; començant amb els frescos de la capella del Palau de Berlín. Durant els anys següents, crearia obres al Neues Museum, l’Església de la Pau, Potsdam, St.-Jacobi-Kirche (Berlin) i la catedral de Santa Eduví. També va produir el que considerava la seva obra mestra, Die Magdeburger Jungfrauen, que representava una escena del saqueig de Magdeburg, que el va ocupar des de 1852 fins a 1866.
A principis de la Dècada de 1840, s'havia interessat pel catolicisme quan el seu amic, Ernst Deger, li va regalar un llibre de Clemens Brentano: Das bittere Leiden unsers Herrn Jesu Christi (L'amarg sofriment de nostre Senyor Jesucrist), que tractava de la vida de la mística, Anna Katharina Emmerick. El 1858, després d'una sèrie de desavinences amb el clergat protestant, es va convertir formalment per allò que ell anomenava raons de consciència.
El 1863 es va tornar a casar amb Charlotte Witt. Durant els anys següents, es va dedicar a pintar obres idíl·liques; amb nens, àngels i fades. El 1876, es va retirar a Landeck, una ciutat turística que havia visitat durant les seves vacances d'estiu. Allà va morir sis anys després.

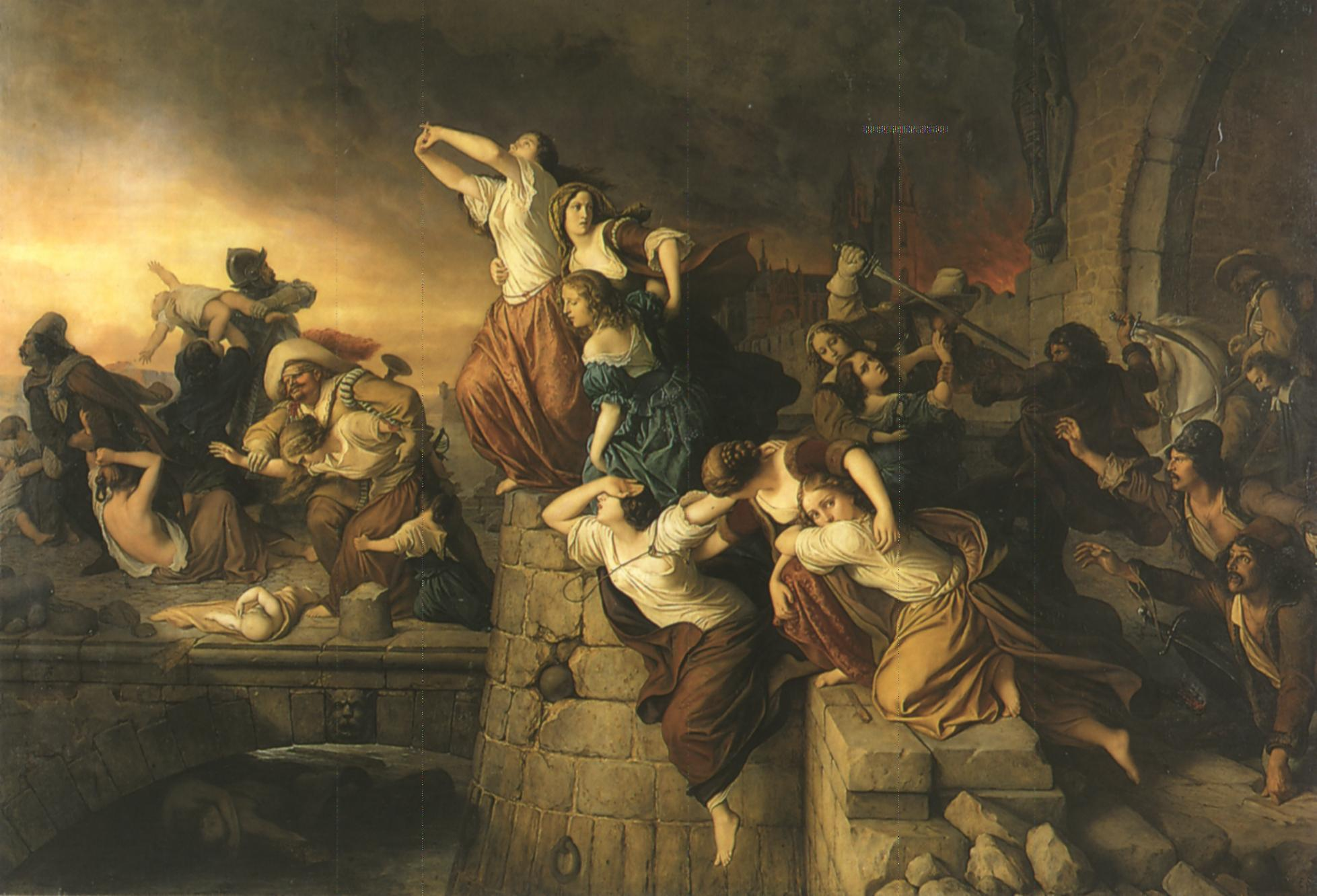
Les dones joves de Magdeburg